# Calle Alhóndiga (Ciudad de México)
La calle Alhóndiga se ubica en el Centro Histórico de la Ciudad de México en el barrio de la Merced. También es conocida como Callejón de Roldan y va de las calles de Manzanares a Soledad.

## Historia
En esta calle se estableció en 1573 la alhóndiga de la ciudad, es decir, un gran almacén de granos. En el siglo XVIII pasó a manos del Arzobispado de México para la recepción de los diezmos de los habitantes de la ciudad, por lo que recibió el nombre de Casa del Diezmo.
En años recientes es popular por contar con establecimientos comerciales dedicados al arreglo personal, como artículos para estéticas y peluquerías, además de que en la propia calle se ofrecen servicios como cortes de pelo, masajes, arreglo de uñas y mascarillas faciales.